# Jánostelep
Jánostelep ist ein Ortsteil der ungarischen Stadt Sopron, die im Komitat Győr-Moson-Sopron liegt. Jánostelep befindet sich ungefähr fünf Kilometer nördlich des Zentrums von Sopron. Im Jahr 2011 gab es in Jánostelep 100 Häuser und 318 Einwohner. Nordöstlich befindet sich der Ortsteil Sopronkőhida und östlich der Ortsteil Tómalom.
Östlich der Siedlung verläuft die Landstraße Nr. 8527. Es bestehen Busverbindungen nach Fertőrákos und Sopron, wo sich der nächstgelegene Bahnhof befindet.

## Gedenkstätte
Ungefähr 500 Meter nördlich der Siedlung liegt eine Gedenkstätte (56-os emlékhely) für Opfer des ungarischen Volksaufstand im Jahr 1956. Die Gedenkstätte befindet sich neben dem ehemaligen Friedhof des Gefängnisses von Sopronkőhida. Nach dem Volksaufstand wurden acht Personen nach einem Prozess in Győr hingerichtet und danach heimlich auf diesem Friedhof beerdigt. Die Gedenkstätte dient der Erinnerung an diese Menschen sowie an den Politiker Attila Szigethy, der vor dem Beginn des Prozesses gegen ihn Selbstmord begangen hat. An dieser Stätte finden jedes Jahr Gedenkveranstaltungen statt.

1956er-Gedenkstätte
Gedenkstein mit den Namen der Opfer
Gedenkstelen (kopjafa)